# 馬勒勒角
馬勒勒角（法語：Cap Malheureux）是非洲東部島國毛里裘斯朗帕河區的村落，位於毛里裘斯島最北端，毗鄰区府馬普，遠眺岡納斯科因島，海拔高度7米。根据毛里求斯2011年普查，该村人口为5,070人。
该处名字“馬勒勒角”（Cap Malheureux）法语意为“厄运角”，是因为1810年在拿破仑战争期间，法军被英军围困在该地，并在三个月后宣布投降。